# 指田宗孝
指田 宗孝（さしだ むねたか、1994年3月2日 - ）は、ジャパンラグビーリーグワンレッドハリケーンズ大阪に所属するラグビー選手。

## プロフィール
- 大阪府出身[1]。
- ポジションはプロップ(PR)。
- 身長 176 cm、体重 115 kg
- ニックネームはさっしー。

## 来歴
2012年、東山高校卒業後、環太平洋大学に入学する。
2015年、環太平洋大学ラグビー部のFWリーダーに就任した。
2016年、環太平洋大学卒業後、NTTドコモレッドハリケーンズ(現・レッドハリケーンズ大阪)に加入。同年10月1日に行われたトップウェストA第3節のユニチカ・フェニックス戦にて先発出場で公式戦初出場を果たす。